# Kuchnia gruzińska
Kuchnia gruzińska – sposób gotowania i potrawy pochodzące z  Gruzji i przyrządzane przez Gruzinów na całym świecie.
Kuchnia zajmuje szczególne miejsce w gruzińskiej tradycji i jest częścią tożsamości dzisiejszych Gruzinów. Łagodny i zróżnicowany klimat Gruzji, zapewnia obfitość i różnorodność płodów rolnych, w tym wielu aromatycznych przypraw. W ciepłym słońcu dojrzewają soczyste pomidory, arbuzy, melony, winogrona a także karalioki (szaron) i dorodne bakłażany. Z kolei górskie hale dostarczają baraniny oraz setek gatunków sera. Dzięki temu narodowa kuchnia szczyci się bogactwem potraw. Dzięki charakterystycznym dodatkom, takim jak orzechy włoskie, czosnek, ocet, nasiona granatu i aromatyczne zioła, potrawy gruzińskie uzyskują swój unikatowy smak, a kuchnię gruzińską jedyną w swoim rodzaju. Znamienne jest używanie do potraw orzechów włoskich utartych na miękką masę. Znajdziemy je w sosach, farszach, zupach, a nawet w klasycznych sałatkach, z pomidorem, ogórkiem i zieleniną.
Prawdopodobnie część kuchni gruzińskiej ma swoje korzenie w Indiach. Chleb po gruzińsku i w hindi nazywa się dokładnie tak samo – puri, a gruziński piec tone pochodzi od hinduskiego pieca tandoor. Te podobieństwa to najprawdopodobniej dziedzictwo Mongołów, którzy najpierw okupowali Indie, a potem przybyli na Kaukaz, przynosząc tam przy okazji tradycje kulinarne wcześniej podbitych ziem.

## Sosy i przyprawy
- Adżika (gruz. აჯიკა) – ostra pasta z czerwonej papryki z dodatkiem soli, czosnku i ziół (w tym czasami z chmeli-suneli)[4].
- Chmeli-suneli (gruz. ხმელი-სუნელი) – aromatyczna, lecz nie ostra mieszanka przypraw.
- Sacywi (gruz. საცივი) – pasta z orzechów z przyprawami (suszone zioła, czosnek, ocet, pieprz cayenne). Podawana na zimno (gruzińskie słowo ciwi oznacza „na zimno”). Jest stosowana jako dodatek do wielu mięs (zwykle kurczaka i indyka), ryb i dań warzywnych[5].
- Tkemali (gruz. ტყემალი) – aromatyczny sos produkowany ze śliwek i specjalnie dobranych przypraw[3]. Podawany przede wszystkim do mięs[2]

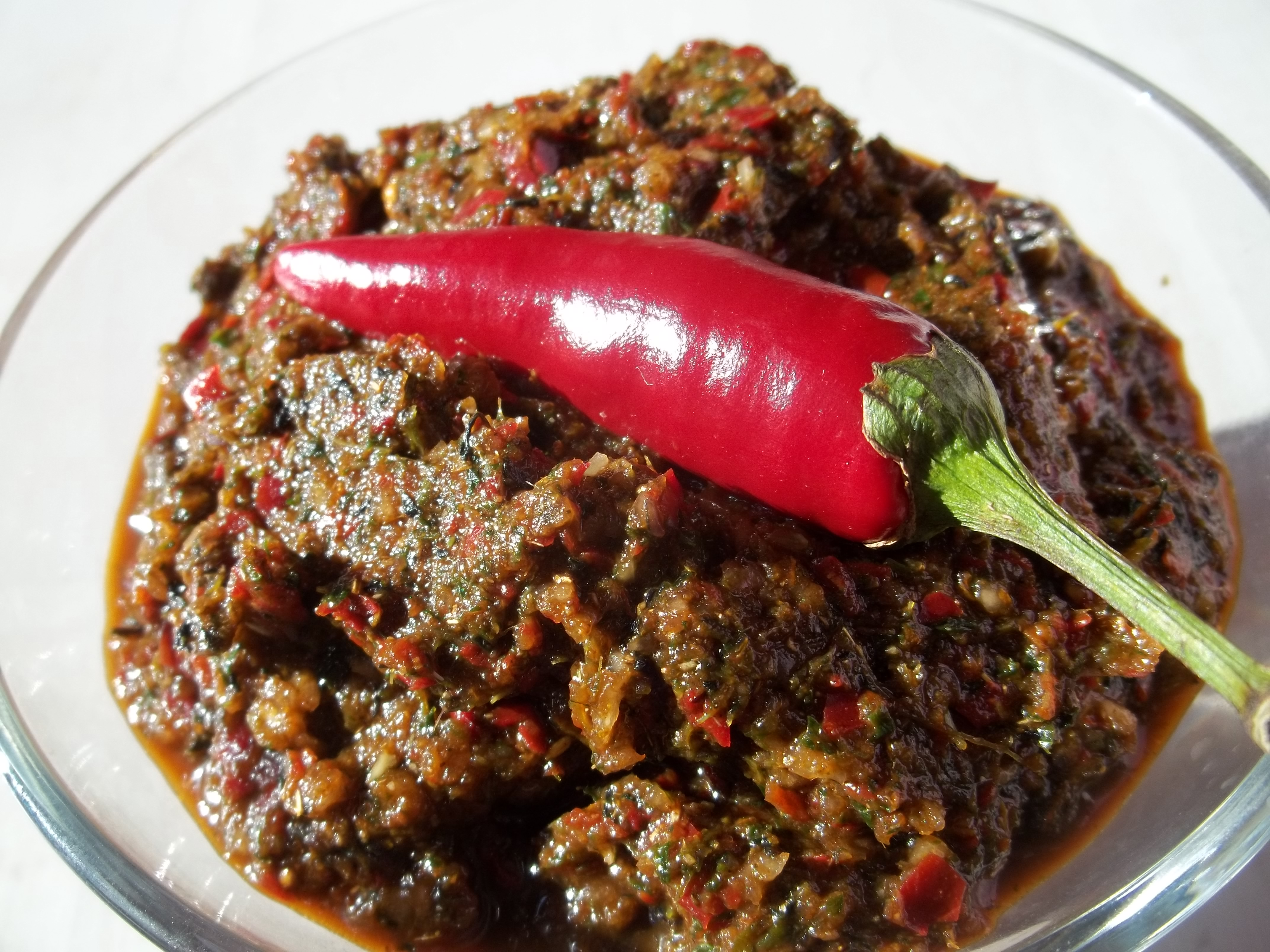
Adżika w wersji megrelskiej
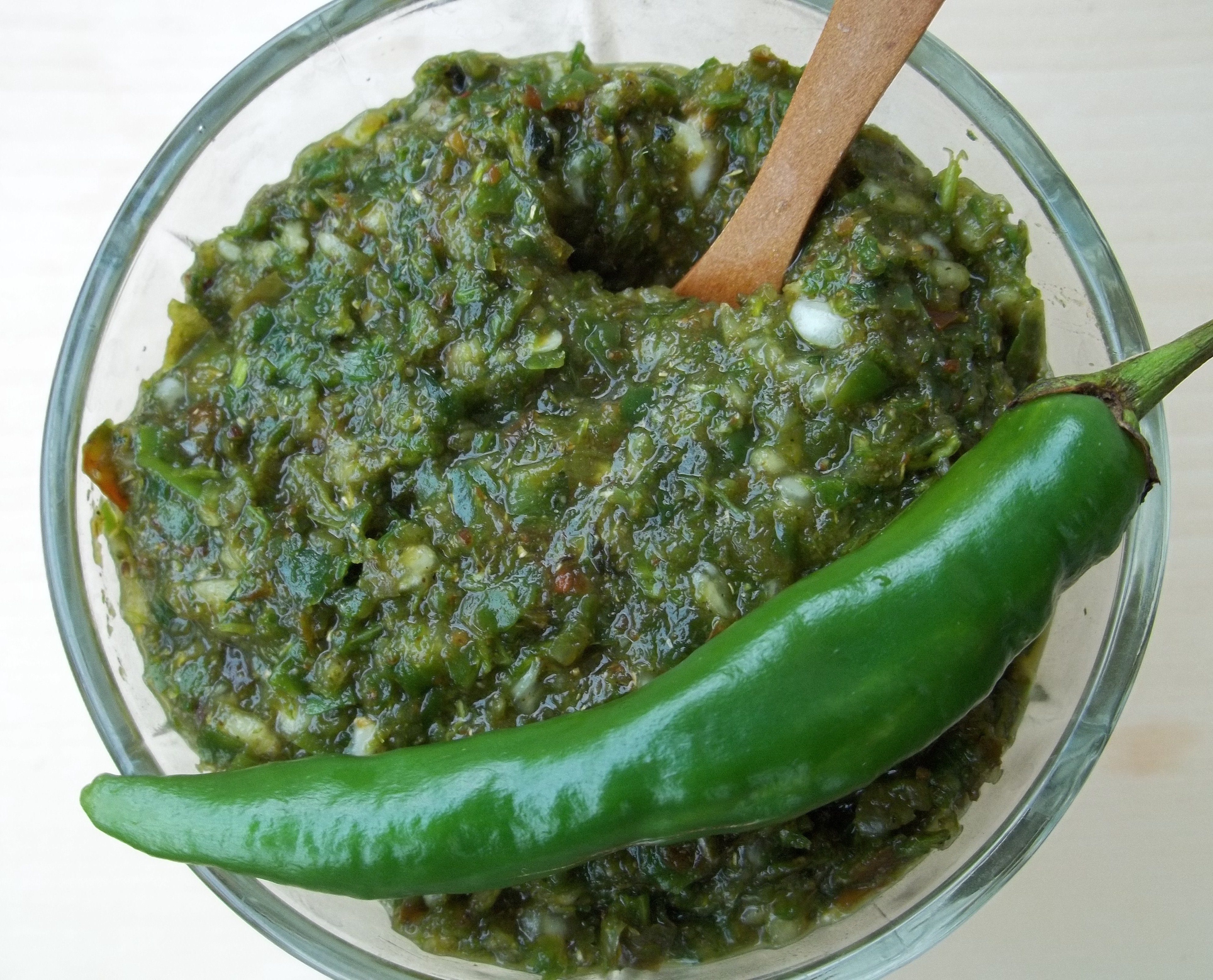
Zielona adżika
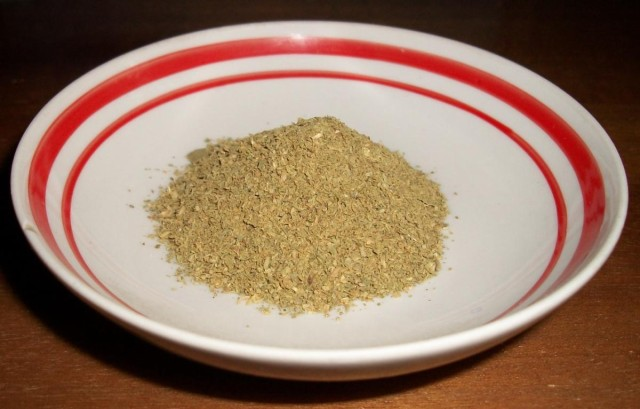
Chmeli-suneli
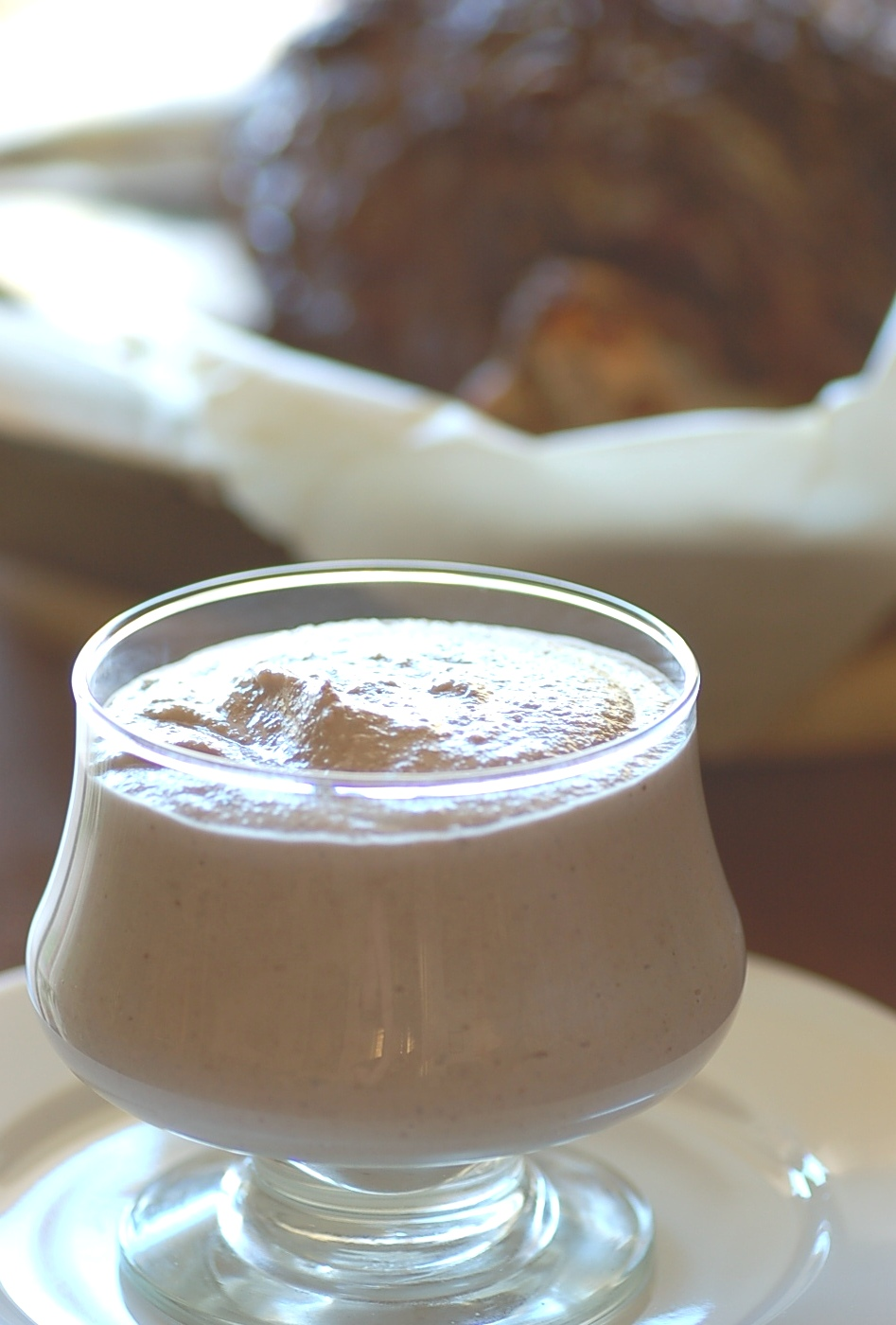
Sacywi
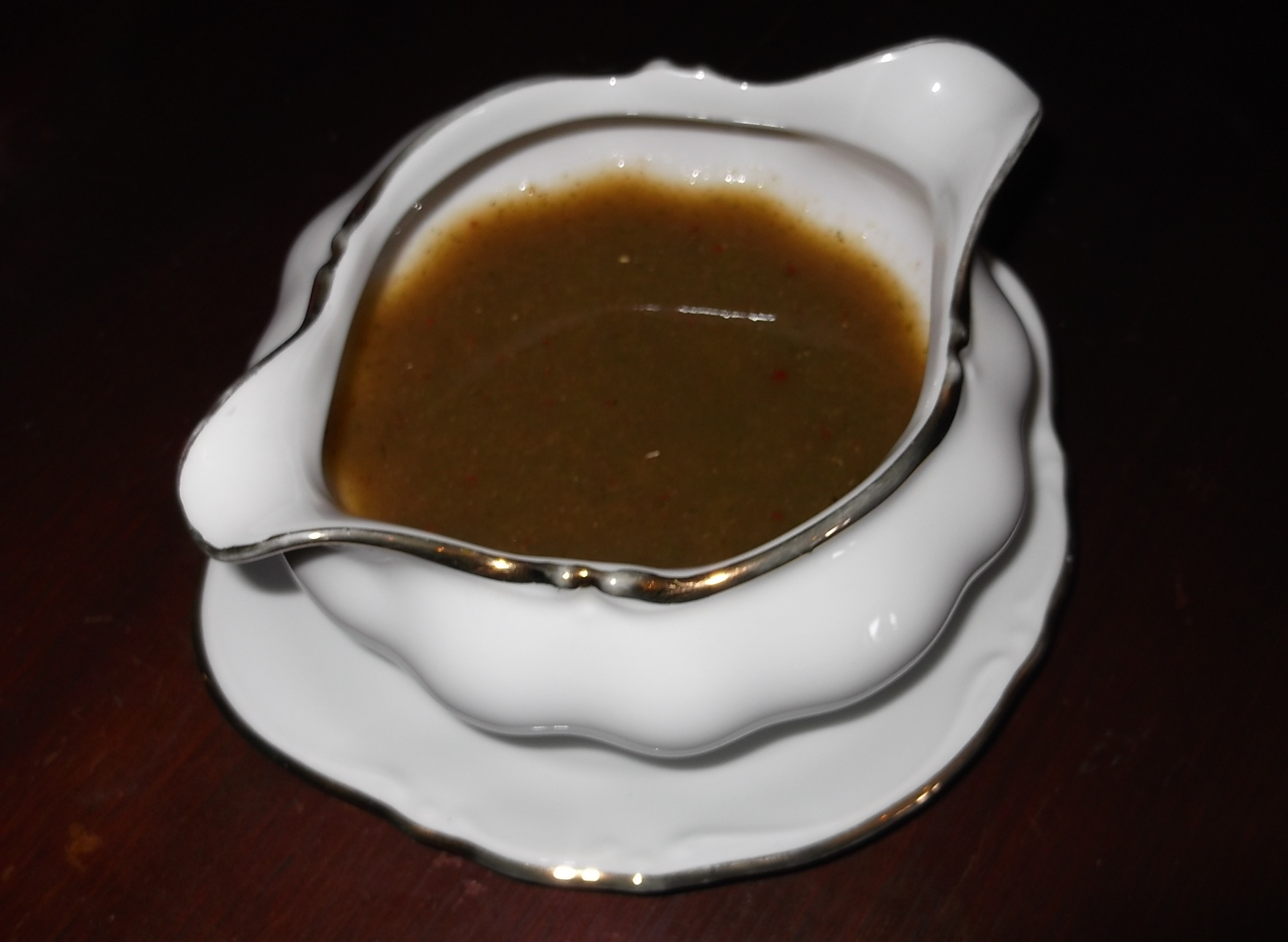
Tkemali

## Przekąski
- Chaczapuri (gruz. ხაჭაპური) – zapiekany placek nadziewany serem (chaczo – ser + puri – chleb), to najpopularniejsze gruzińskie danie[2]; podaje się go w różnych wariacjach, w zależności od regionu[6]. Chaczapuri imeruli, mająca pochodzenie w regionie Imeretii, to najbardziej popularna wersja, z okrągłym ciastem i ze znajdującym się wewnątrz delikatnie solonym serem. Czaczapuri megruli – wersja z regionu Magrelii, charakteryzująca się ułożeniem sera na wierzchu ciasta[2]. Chaczapuri adżaruli – pochodząca z Adżarii wersja, w której ciasto formuje się w kształt łódki, a na znajdujące się w środku nadzienie serowe wbija się żółtko jajka i dodaje trochę masła[7].
- Adżapsandali (gruz. აჯაფსანდალი) – danie wegetariańskie składające się z bakłażana, ziemniaków, pomidorów, papryki i przypraw[8][9].
- Kuczmaczi (gruz. კუჭმაჭი) – danie z wątróbki, serc i żołądków z orzechami i posypanymi na górę nasionami granatu[10].
- Kupati (gruz. კუპატი) – kiełbasa wyrabiana z wieprzowiny, z dodatkiem soli, pieprzu, cebuli, czosnku a także mieszanki przypraw chmeli-suneli[11]. W wersji z Imeretii kupati jest smażone i podawane z posiekaną cebulą i sosem tkemali[12].
- Lobiani (gruz. ლობიანი) – ciasto chlebowe z nadzieniem z fasoli[13].
- Lobio (gruz. ლობიო) – potrawa z fasoli, która prawie w każdej rodzinie wykonywana jest według innego przepisu[2]. Z reguły zawiera ona kolendrę, orzechy włoskie, czosnek i cebulę[14][15].
- Mczadi (gruz. მჭადი) – placki z mąki kukurydzianej, tradycyjnie spożywane wraz z lobio i serem[16][17]. Są bardzo popularne zwłaszcza w zachodniej Gruzji[18].
- Mudżudżi (gruz. მუჟუჟი) – danie na zimno z wieprzowiny w galaretce. Składniki zawierają mięso wieprzowe (ogony, uszy, nogi) marchew, ocet, czosnek, cebule, zioła, korzenie, liście laurowe, ziele angielskie i cynamon[19][20].
- Badridżani (gruz. ბადრიჯანი) – potrawa ze smażonego bakłażana faszerowanego sacywi (gruz. საცივი) – czyli przyprawioną pastą z orzechów[21].
- Pchali (gruz. ფხალი) – danie z różnymi posiekanymi i mielonymi warzywami (z bakłażanów, kapusty, szpinaku, fasoli lub buraków) i połączone z orzechami włoskimi, octem, cebulą, czosnkiem, nasionami granatu i ziołami[22].
- Tolma (gruz. ტოლმა) – w Armenii, Azerbejdżanie i Turcji zwane dolma, to bakłażany, zielone pomidory lub papryka nadziewane mięsem lub pastą orzechową przyprawioną nasionami granatu oraz aromatycznymi ziołami[2].

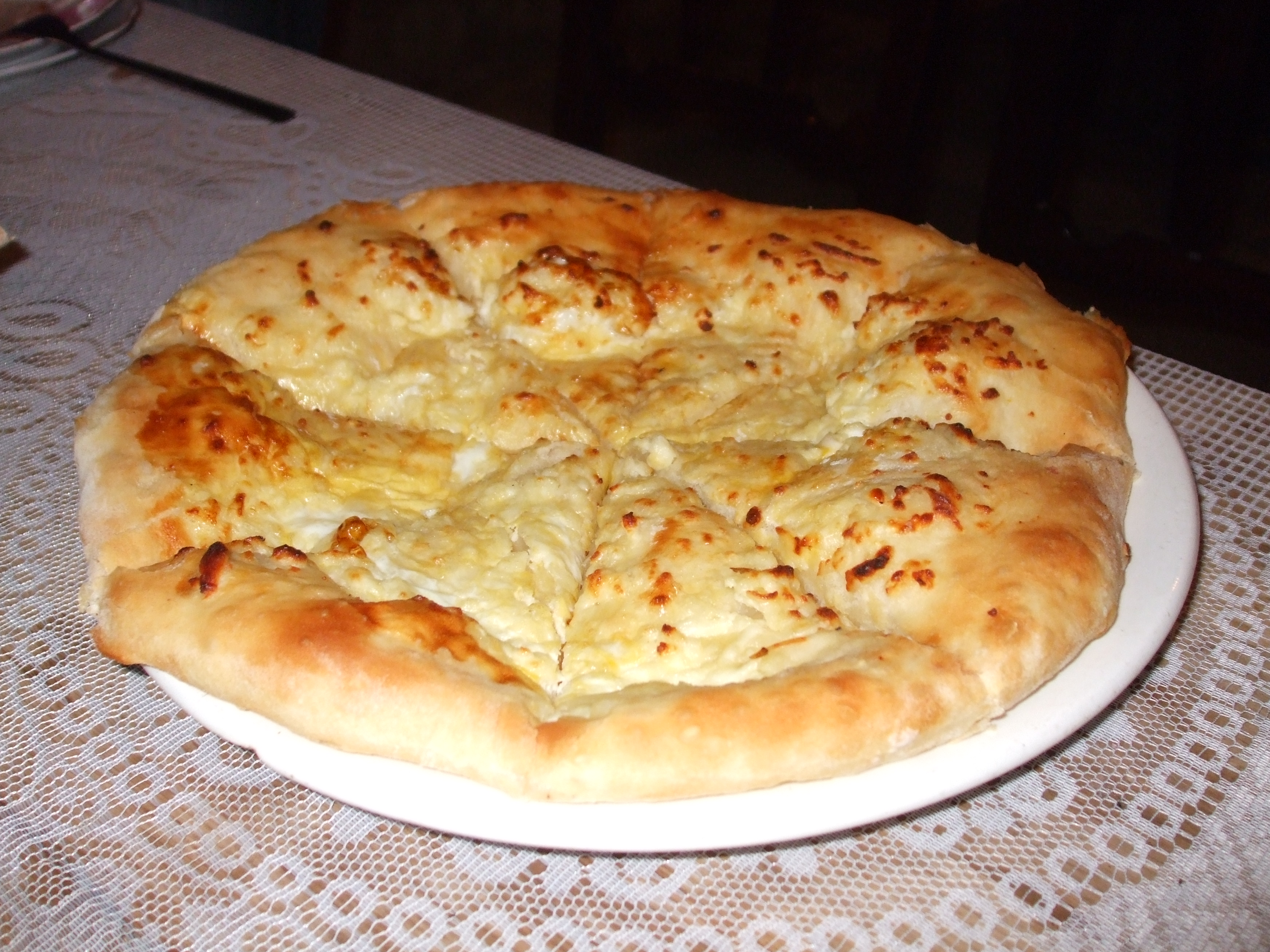
Chaczapuri megruli
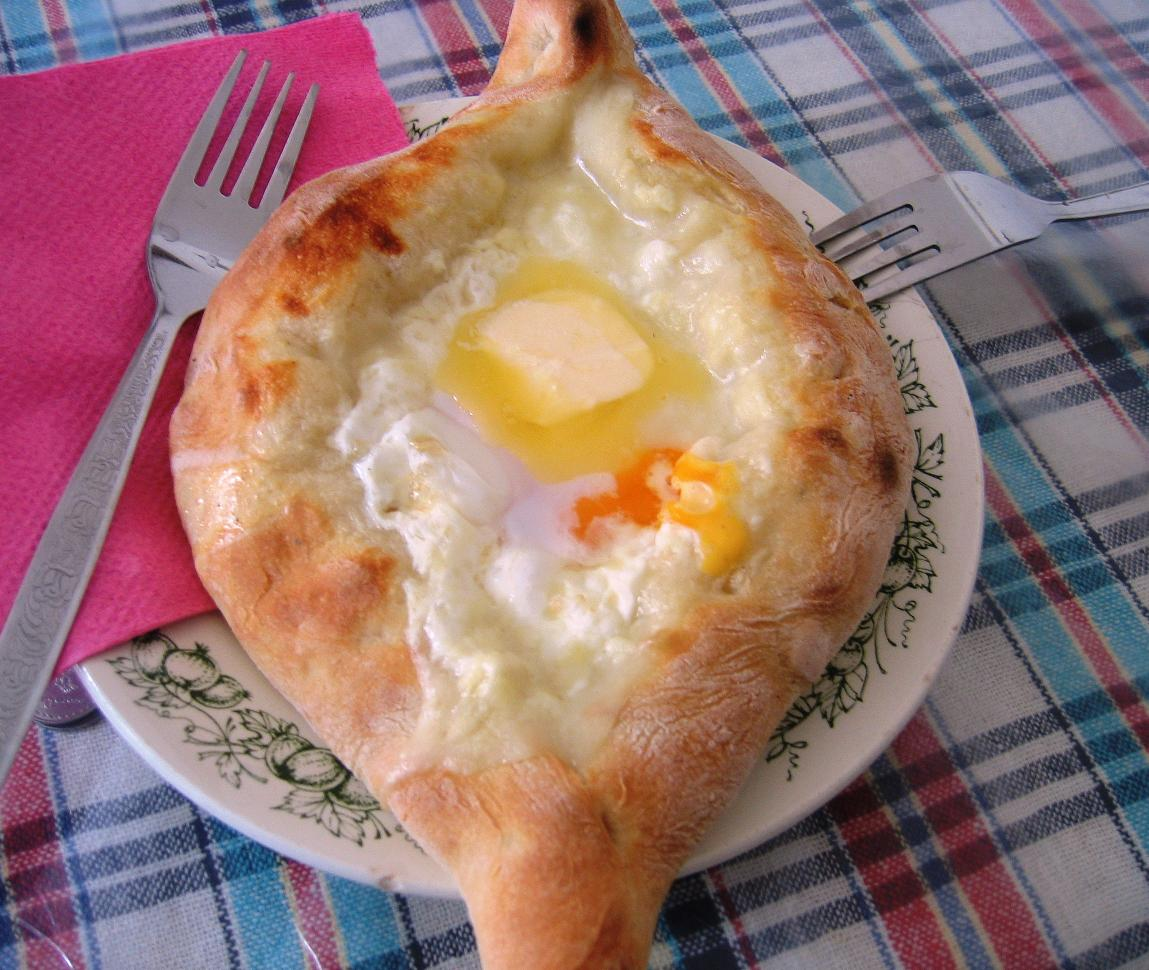
Chaczapuri adżaruli
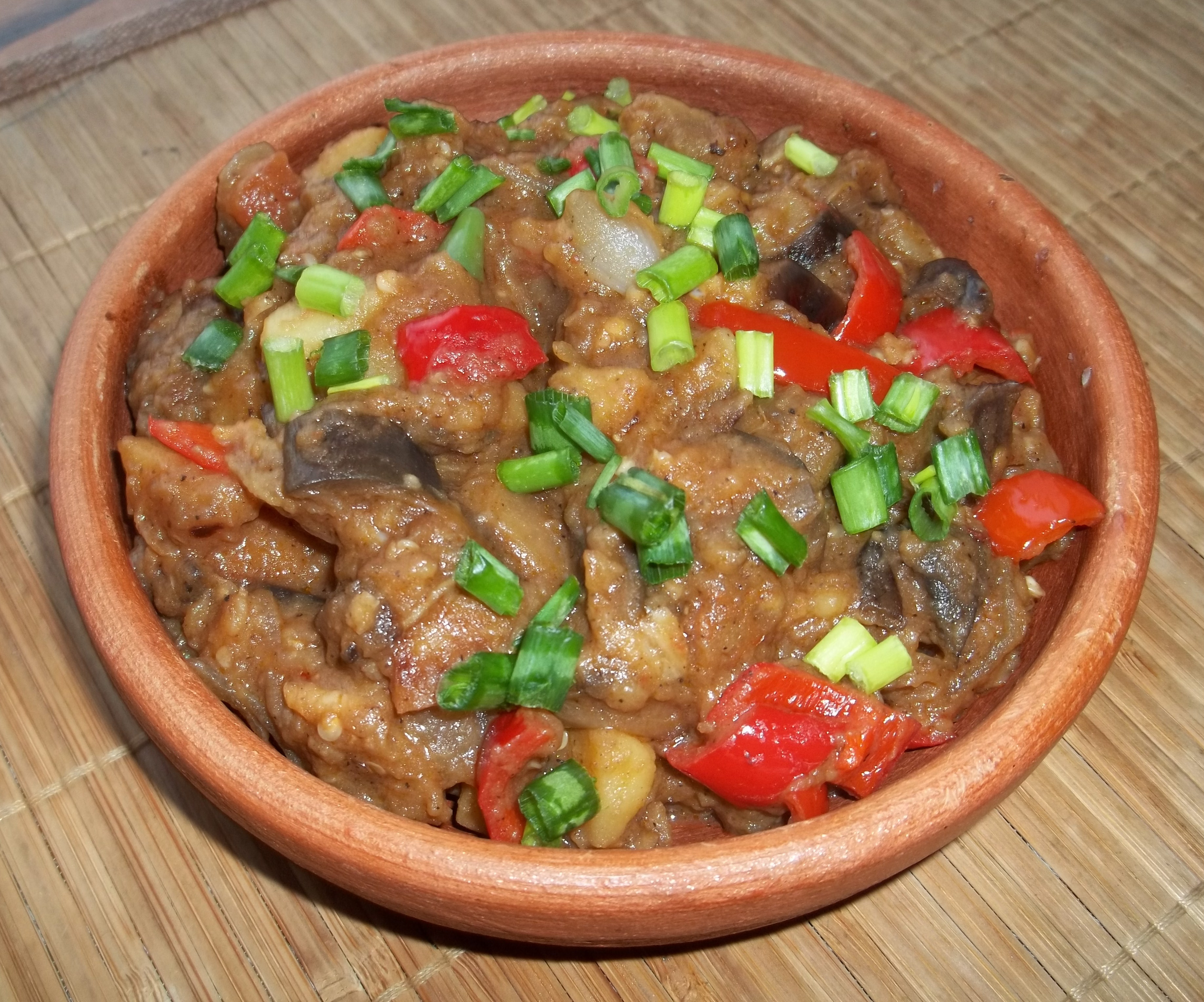
Adżapsandali
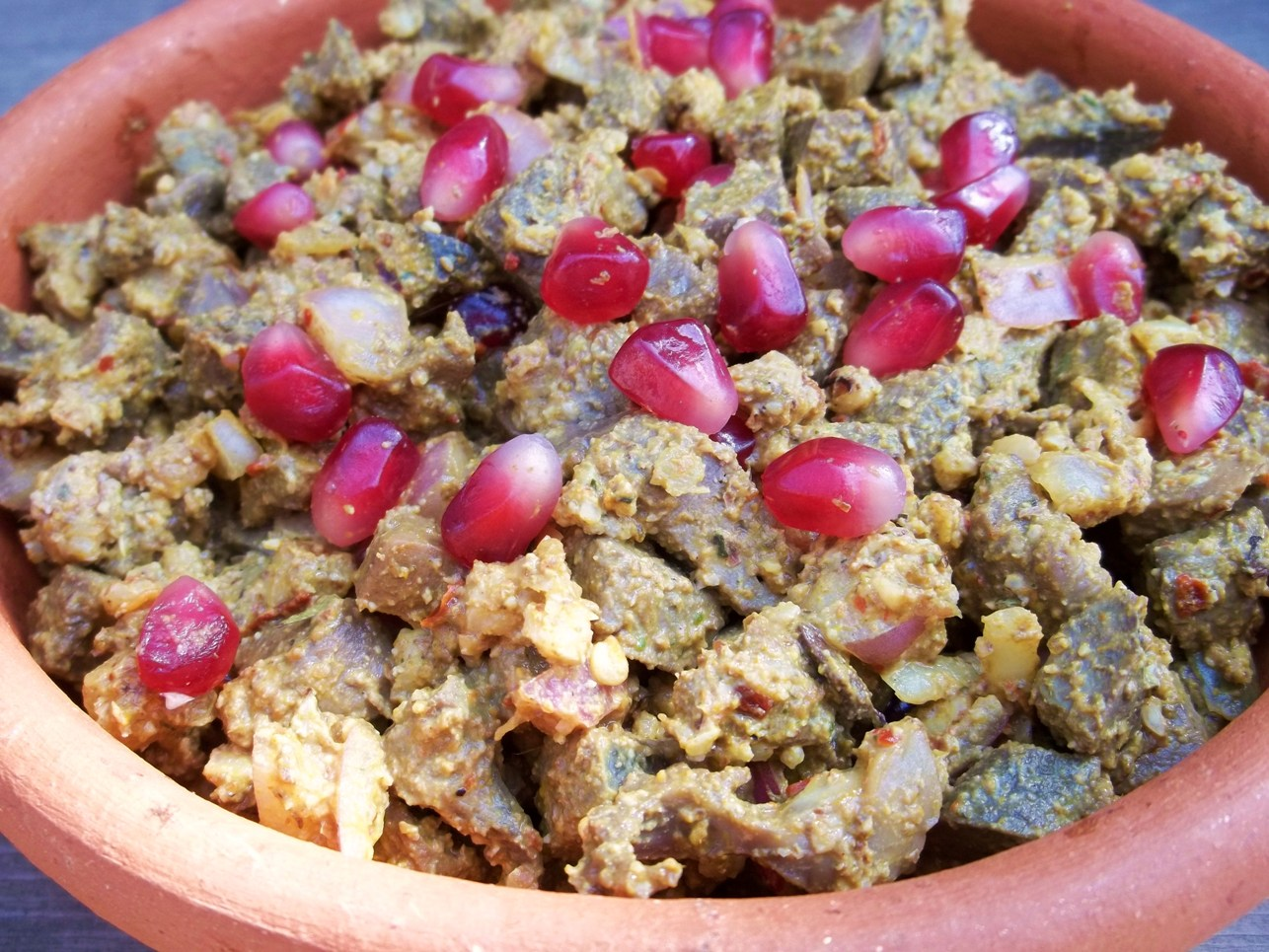
Kuczmaczi
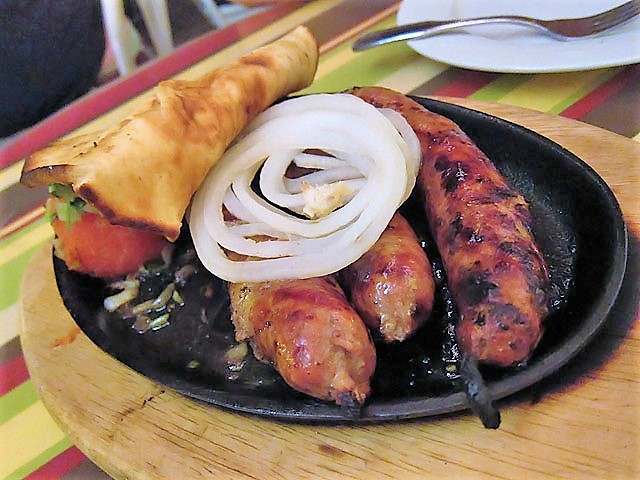
Kupati
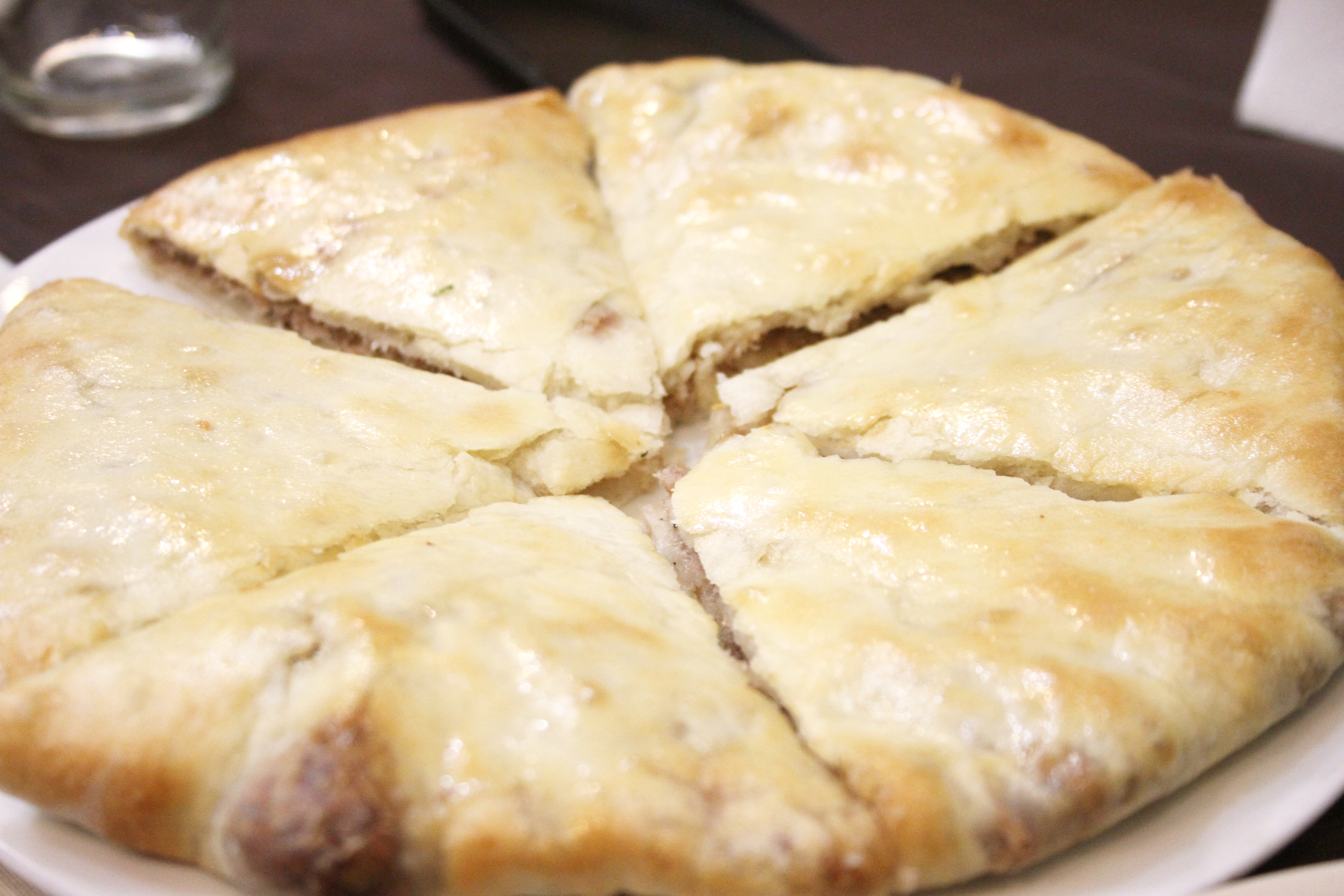
Lobiani
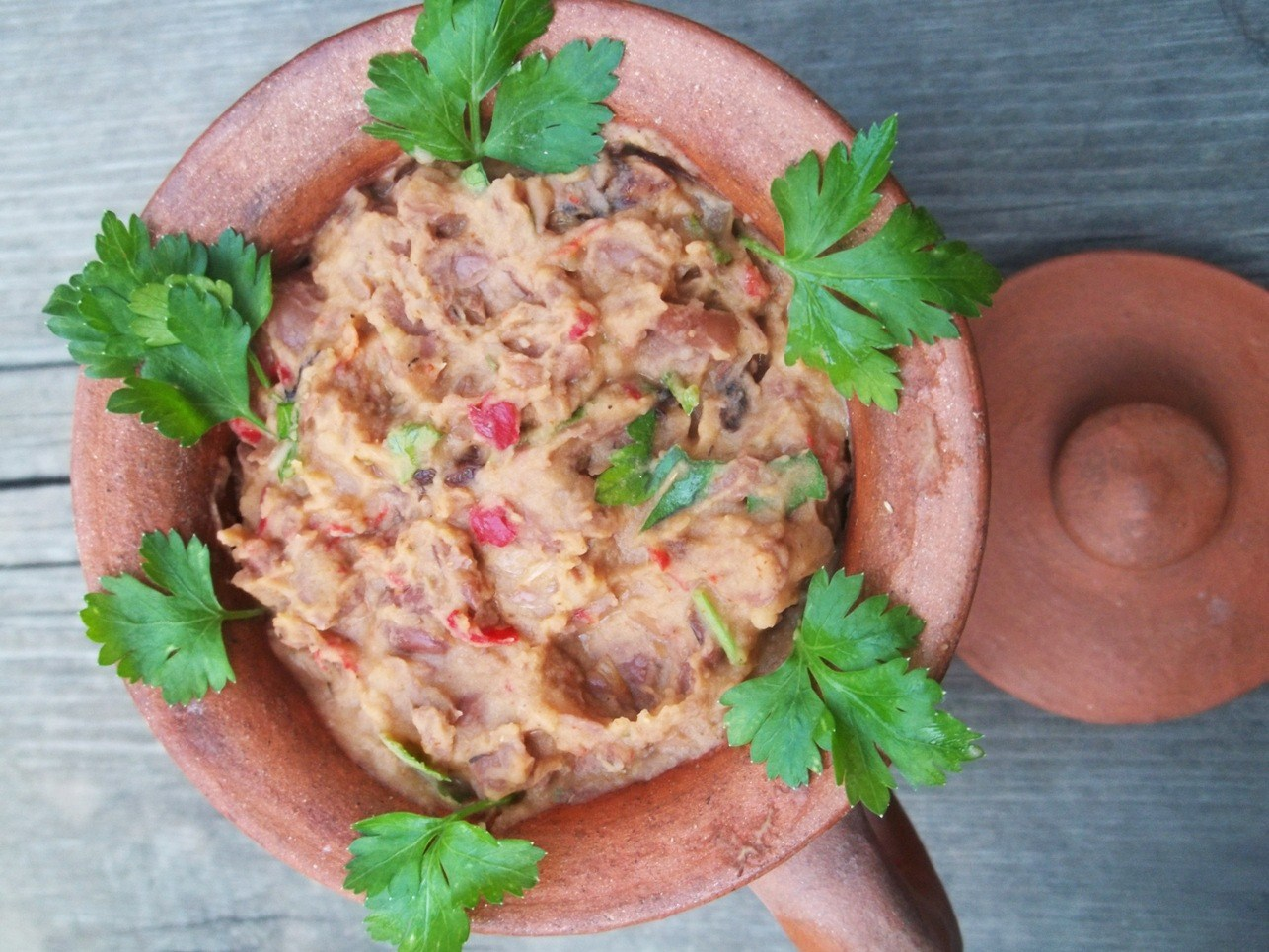
Lobio
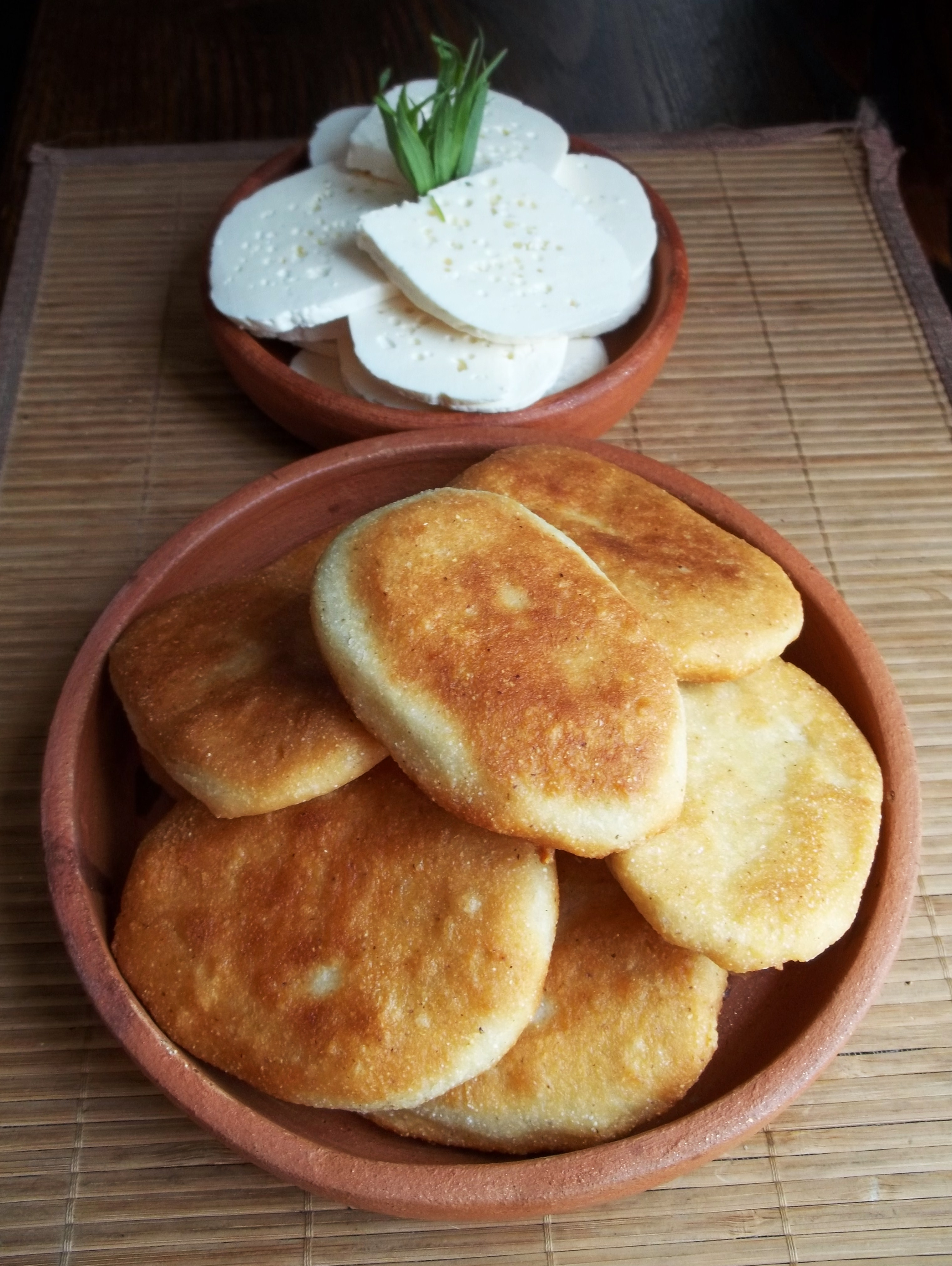
Mczadi
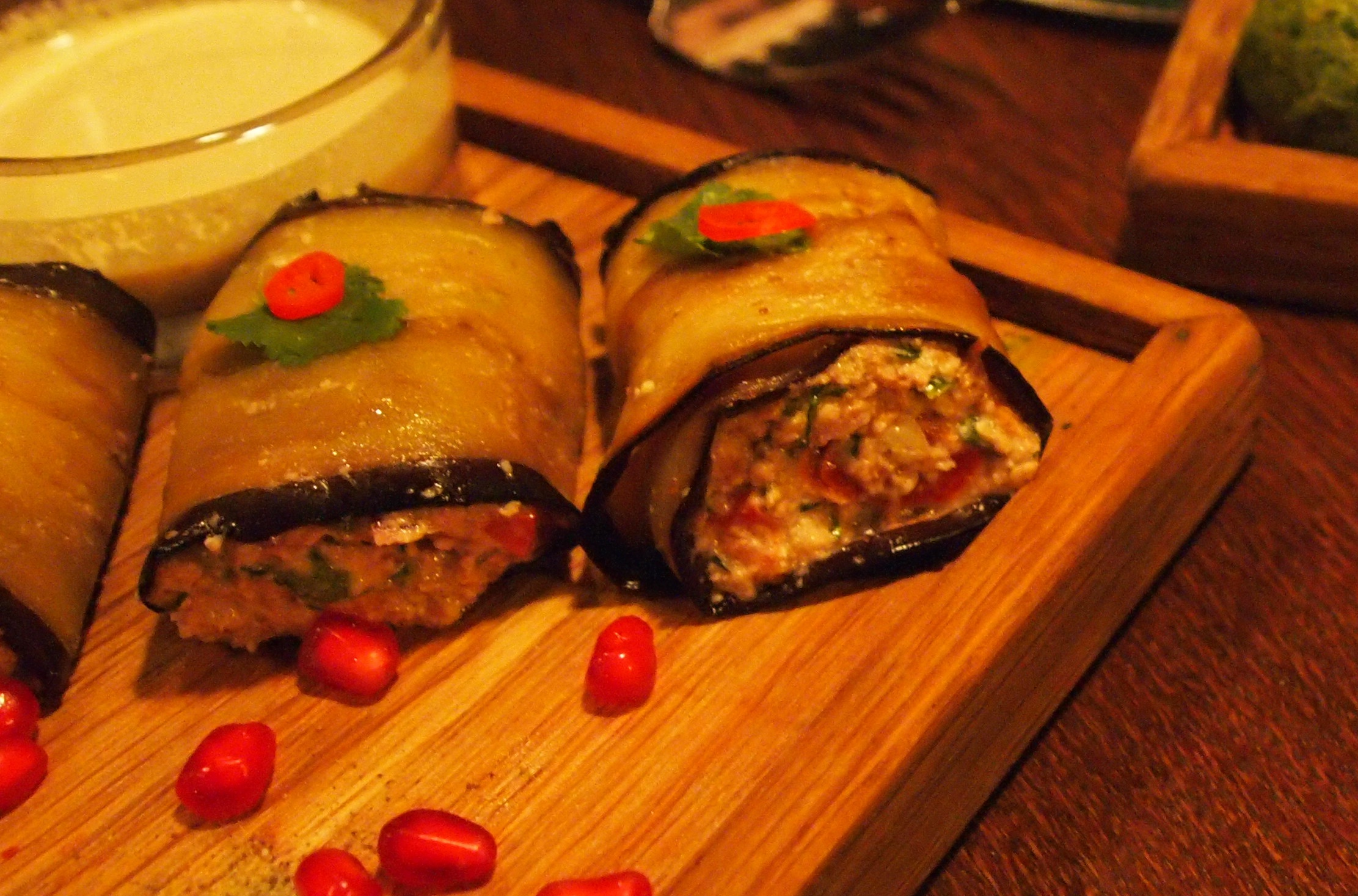
Badridżani
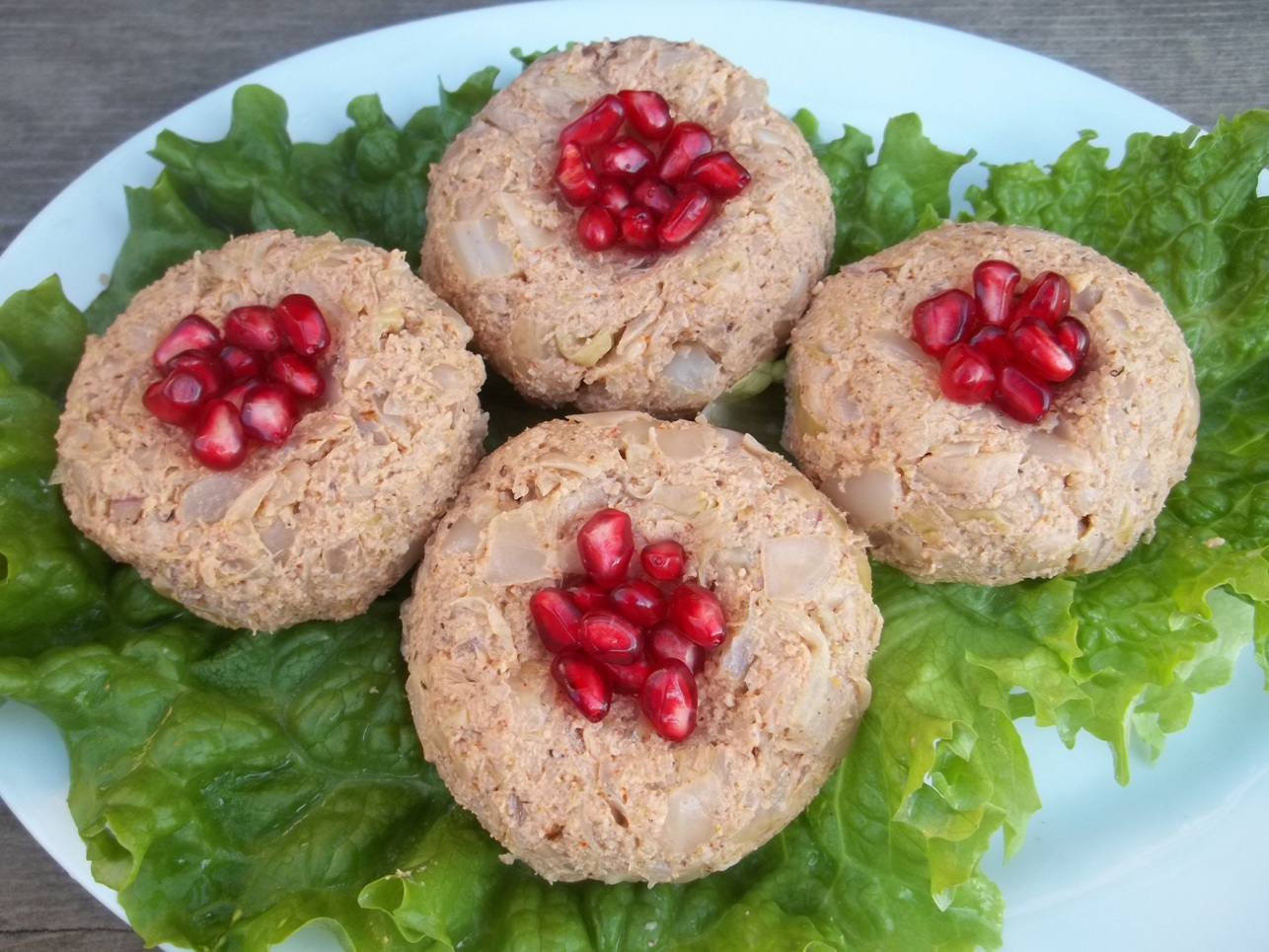
Pchali z kapusty
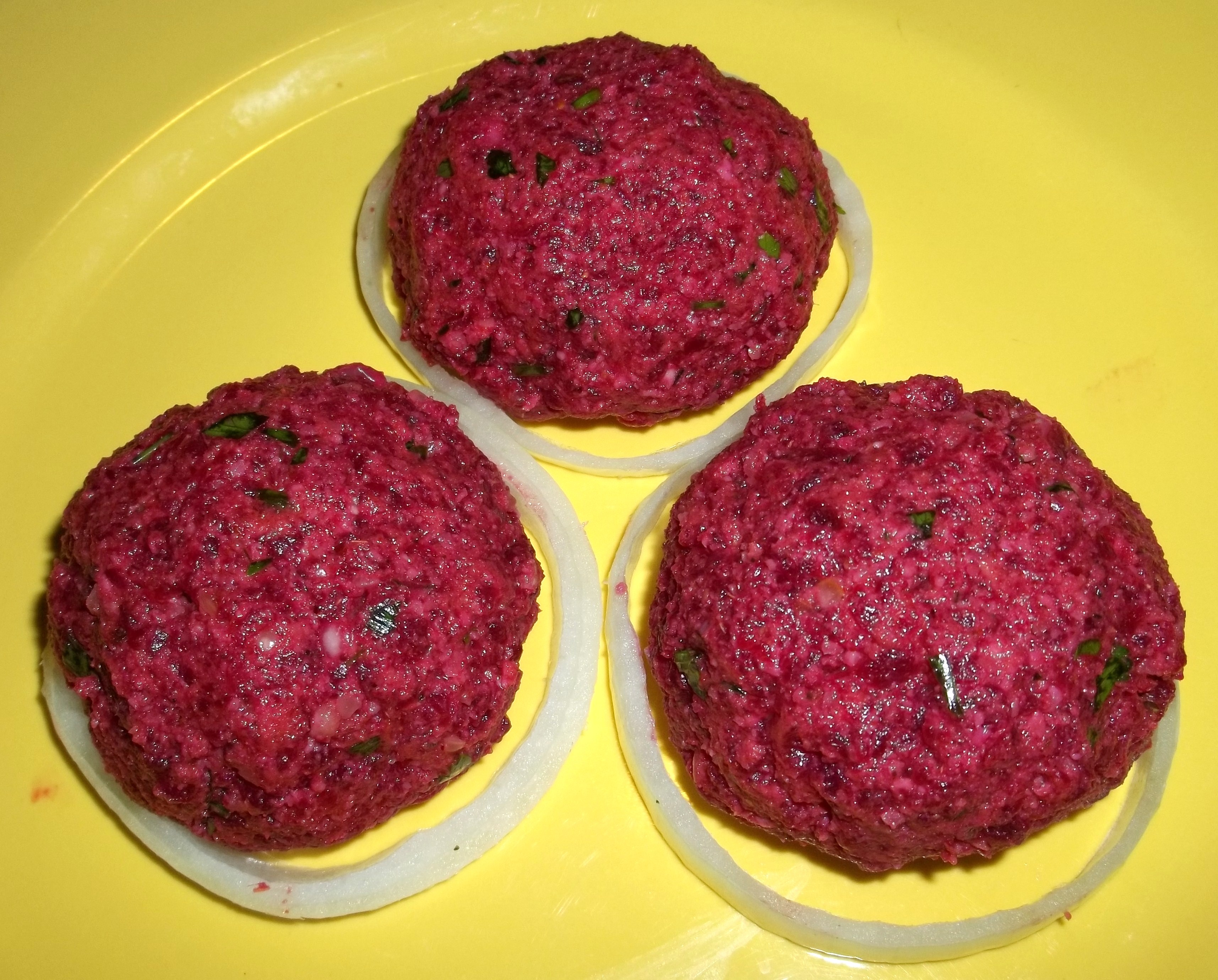
Pchali z buraków
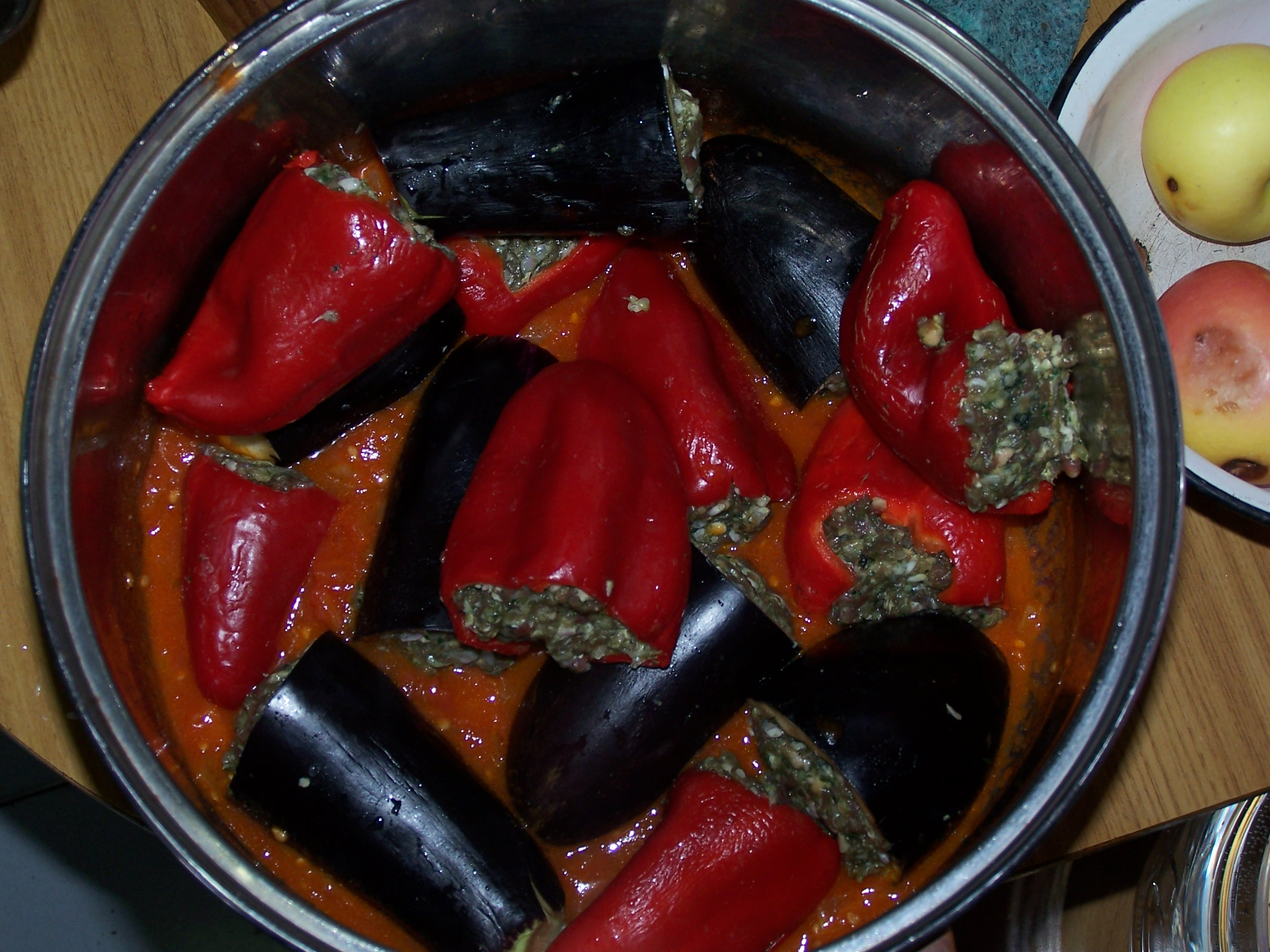
Tolma

## Dania główne
- Charczo (gruz. ხარჩო) – gęsta zupa gulaszowa[6]. Do mięsa (najczęściej wołowiny) dodaje się ryż, cebulę, czosnek, kolendrę, ostrą paprykę, sól, pieprz, liść laurowy oraz mieszankę przypraw uccho-suneli[23]. Występuje także w wersji nigwziani charczo, czyli z dodatkiem sosu orzechowego[2]. Dotyczy jej humorystyczna sentencja mnemotechniczna: "Tak ostra, że się po niej charczy"[6].
- Czanachi (gruz. ჩანახი) – danie z gulaszu jagnięcego oraz z pomidorów, bakłażanów, ziemniaków, botwy i czosnku[24].
- Czakapuli (gruz. ჩაქაფული) – gulasz z kotletów jagnięcych lub cielęciny, z dodatkiem cebuli, czosnku, soli, liści estragonu, sosu tkemali, białego wina wytrawnego, mieszanych świeżych ziół (pietruszka, mięta, koper, kolendry)[25][26].
- Czachochbili (gruz. ჩახოხბილი) – pikantna zupa wołowa z duszonym kurczakiem, pomidorami, sosem pomidorowym, ostrą papryką, czosnkiem, kolendrą, liściem laurowym, solą i pieprzem[27]
- Chinkali (gruz. ხინკალი) – pierogi o charakterystycznym kształcie „sakiewek”, z pogrubieniem na szczycie, którego zwykle się nie jada. Faszeruje się je sosem-rosołem oraz wieprzowym lub wołowym mięsem[6]. Danie ma też swoje wegetariańskie mutacje, w których farsz jest w postaci grzybów lub sera[2][28]. Chinkali często są zamawiane w restauracjach podczas spotkań w gronie przyjaciół[1].
- Mcwadi (gruz. მწვადი) – gruzińska nazwa na szaszłyk. Mięso (wołowina, wieprzowina lub baranina) pokrojone na kawałki i nabite na metalowe pręty piecze się na grillu[3][2]. Często przyrządzane podczas wypadów na pikniki za miastem. Na jesieni przyprawia się je ziarenkami granatów[1].
- Chaszlama (gruz. ხაშლამა) – danie z gotowanej wołowiny popularne zwłaszcza w Kachetii. We wschodnich, górskich regionach Gruzji (Tuszetia i Chewsuretia) danie przyrządza się z baraniny. Do mięsa dodaje się liście laurowe, czarny pieprz, białą cebulę, czosnek pietruszkę i sól[29].
- Kurczak Tabaka (gruz. წიწილა ტაბაკა) – kurczak, który smażony jest na tradycyjnej patelni tapa (gruz. ტაფა). Danie jest często doprawiane czosnkiem i tradycyjnymi gruzińskimi sosami, takimi jak baże, saciwi lub tkemali[30].
- Kurczak Czkmeruli (gruz. ჩქმერული) – duszony kurczak w sosie z roztopionego masła, śmietany, ostrej papryki, czosnku, soli i czarnego pieprzu[31].
- Kubdari (gruz. კუბდარი) – placek z farszem mięsnym i przyprawami, to danie pochodzące ze Swanetii. Może być zarówno z wołowiny lub wieprzowiny, ale najbardziej popularna wersja używa obu rodzajów. Ważne aby było to mięso krojone a nie mielone. Mięso przyprawia się czosnkiem, cebulą, kminkiem, kolendrą, kozieradką, pieprzem i solą[32].

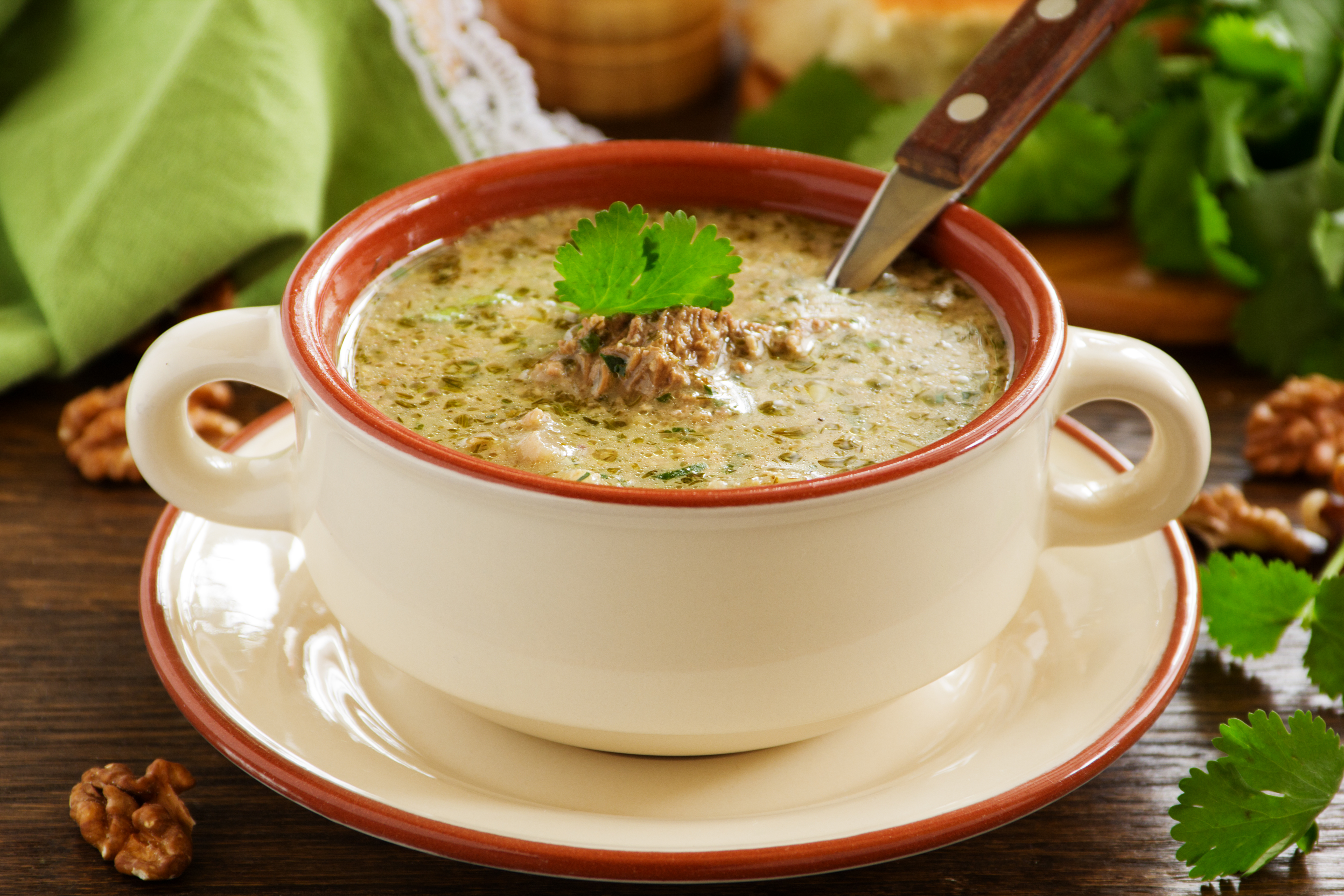
Charczo
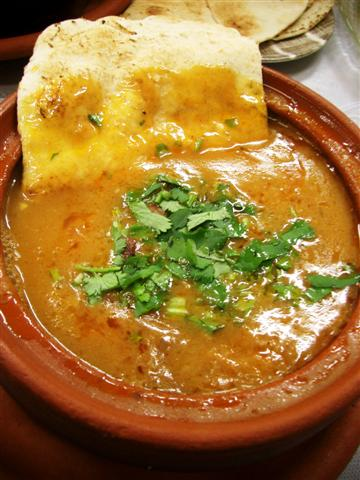
Czanachi
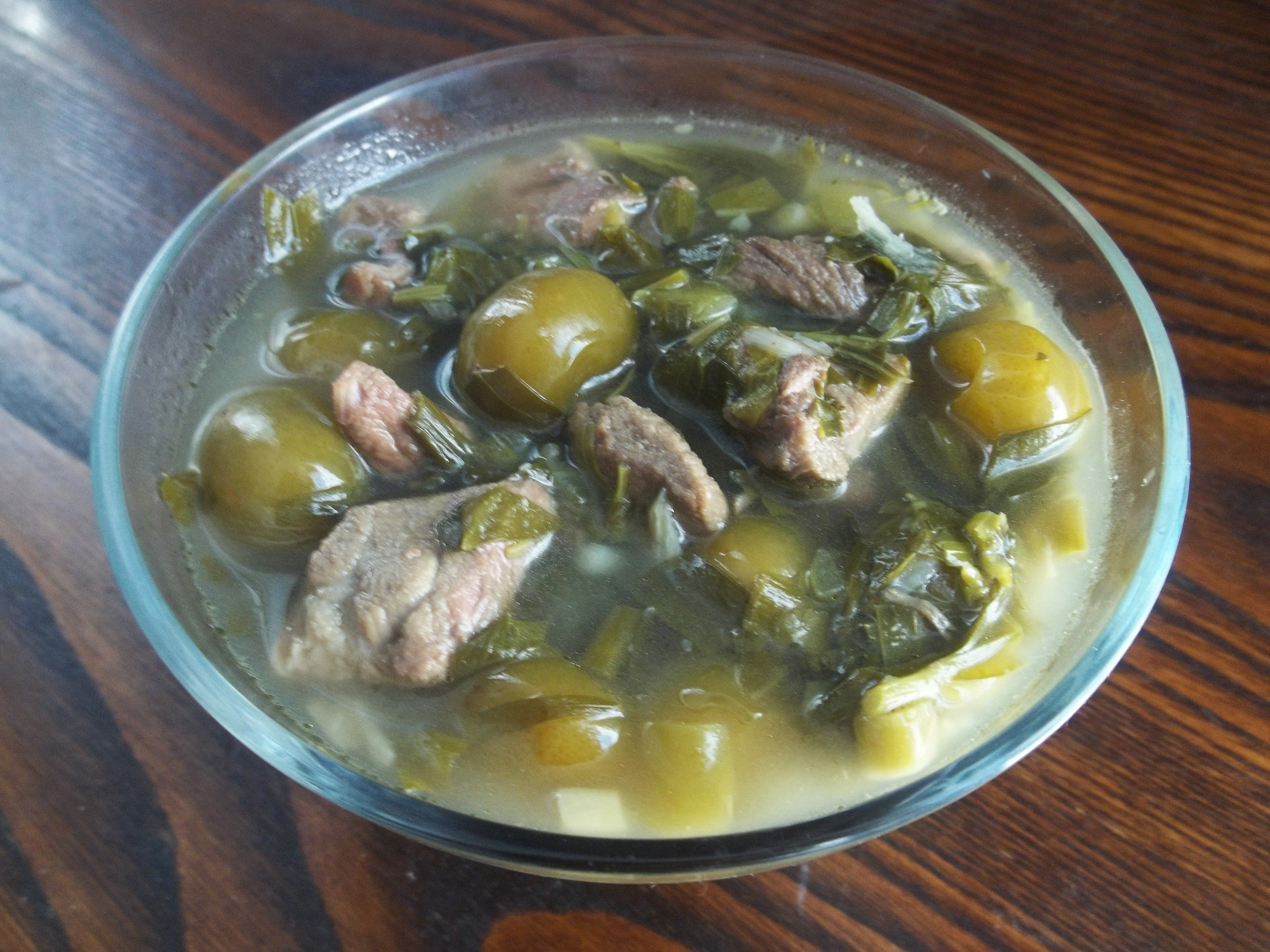
Czakapuli
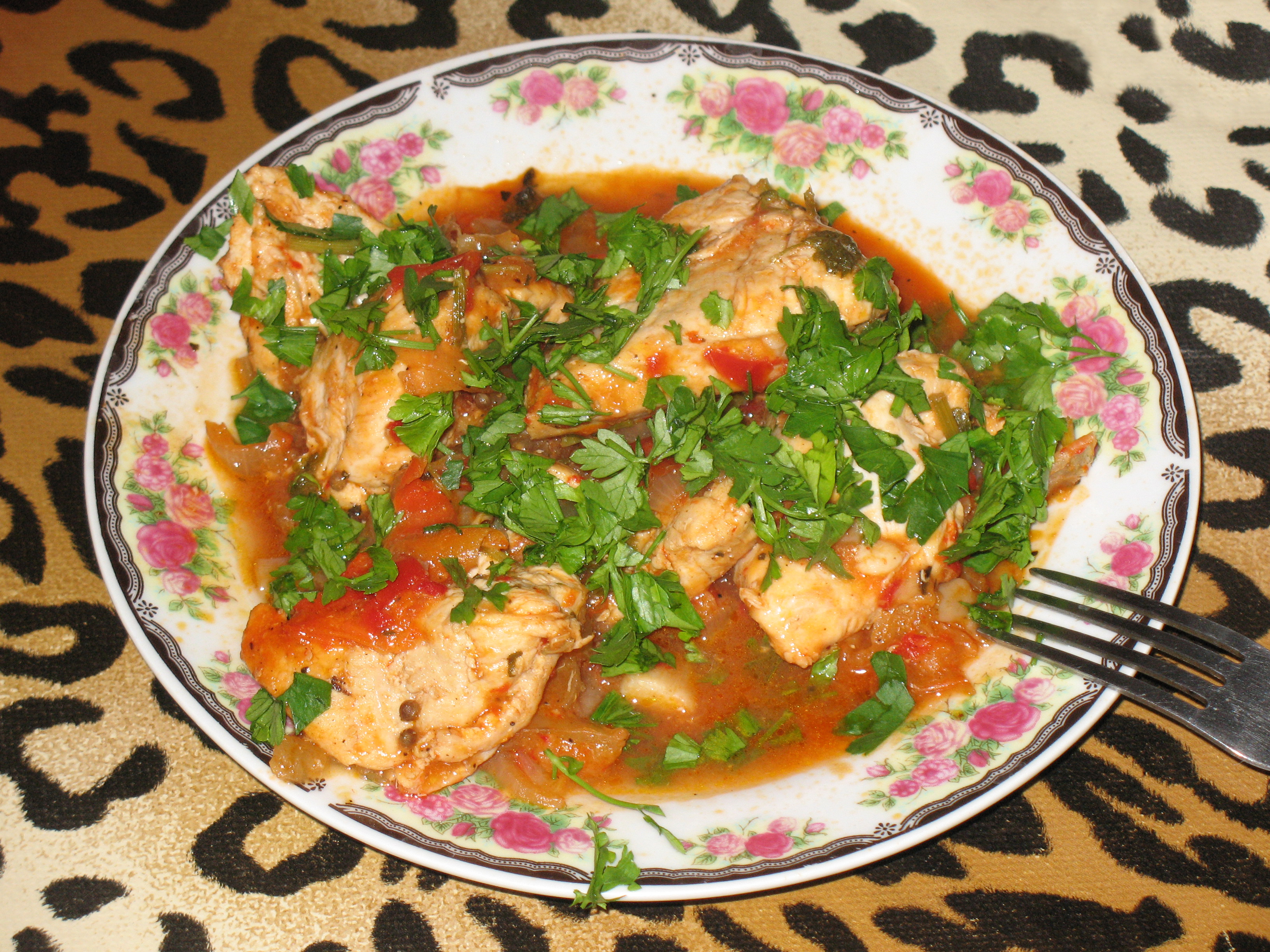
Czachochbili
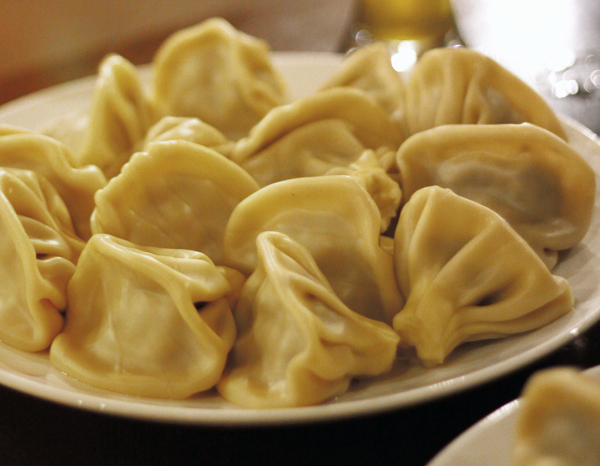
Chinkali
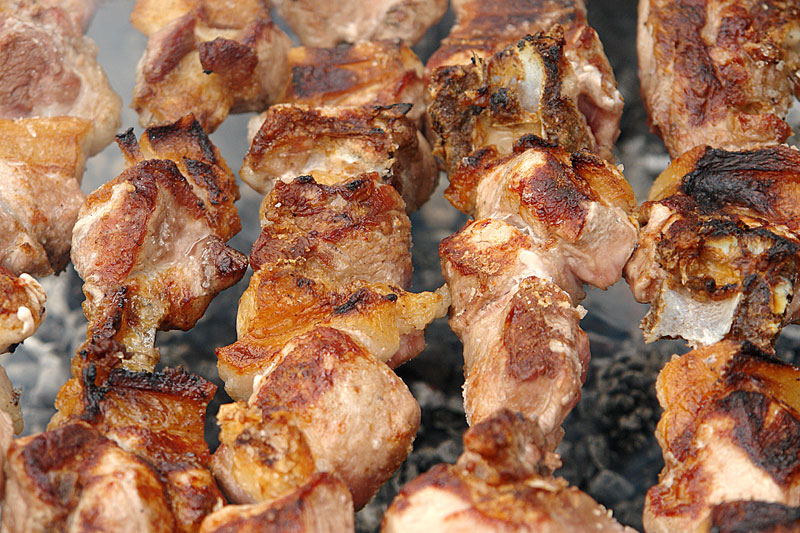
Mcwadi
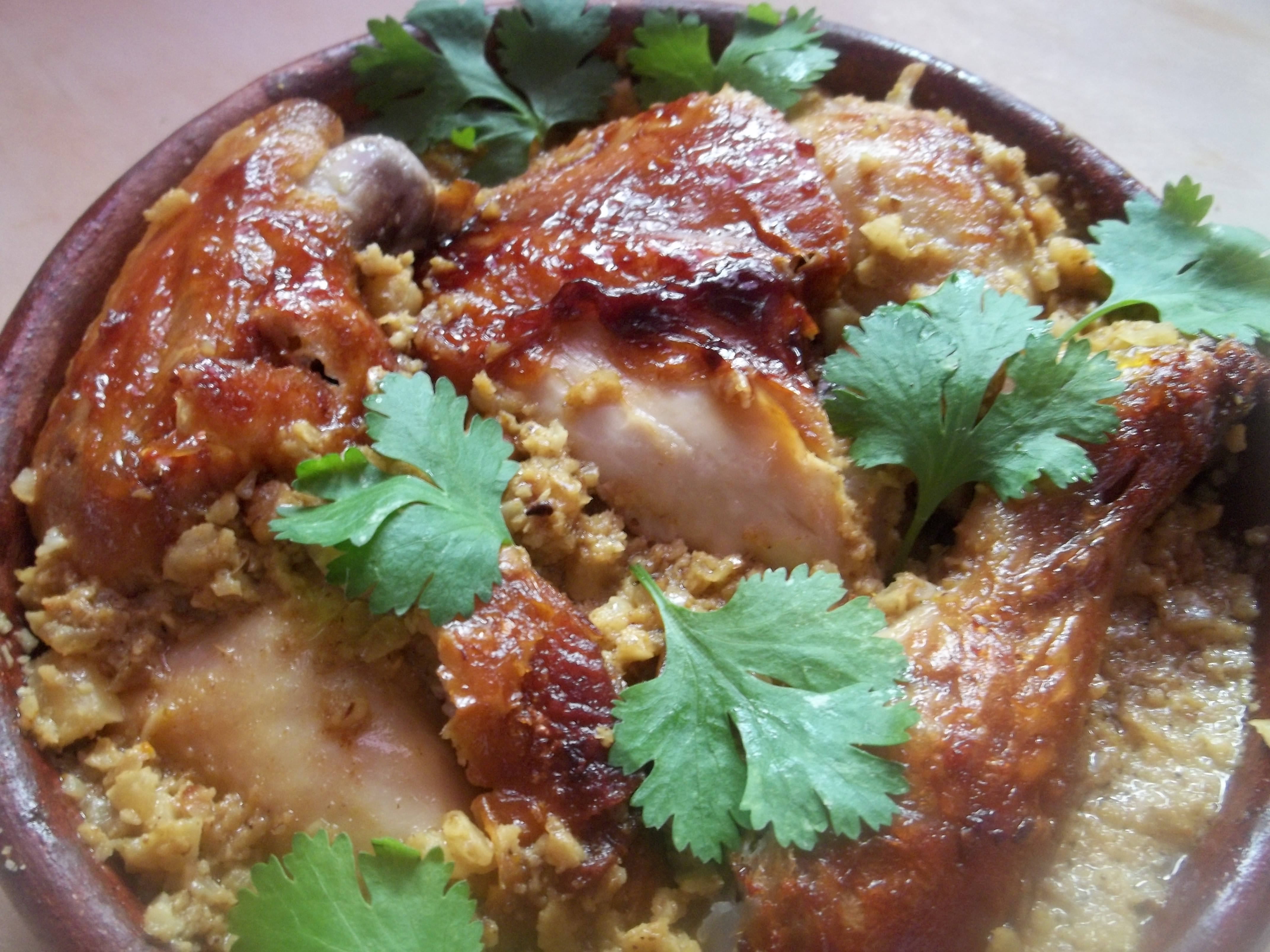
Kurczak Tabaka z orzechami laskowymi
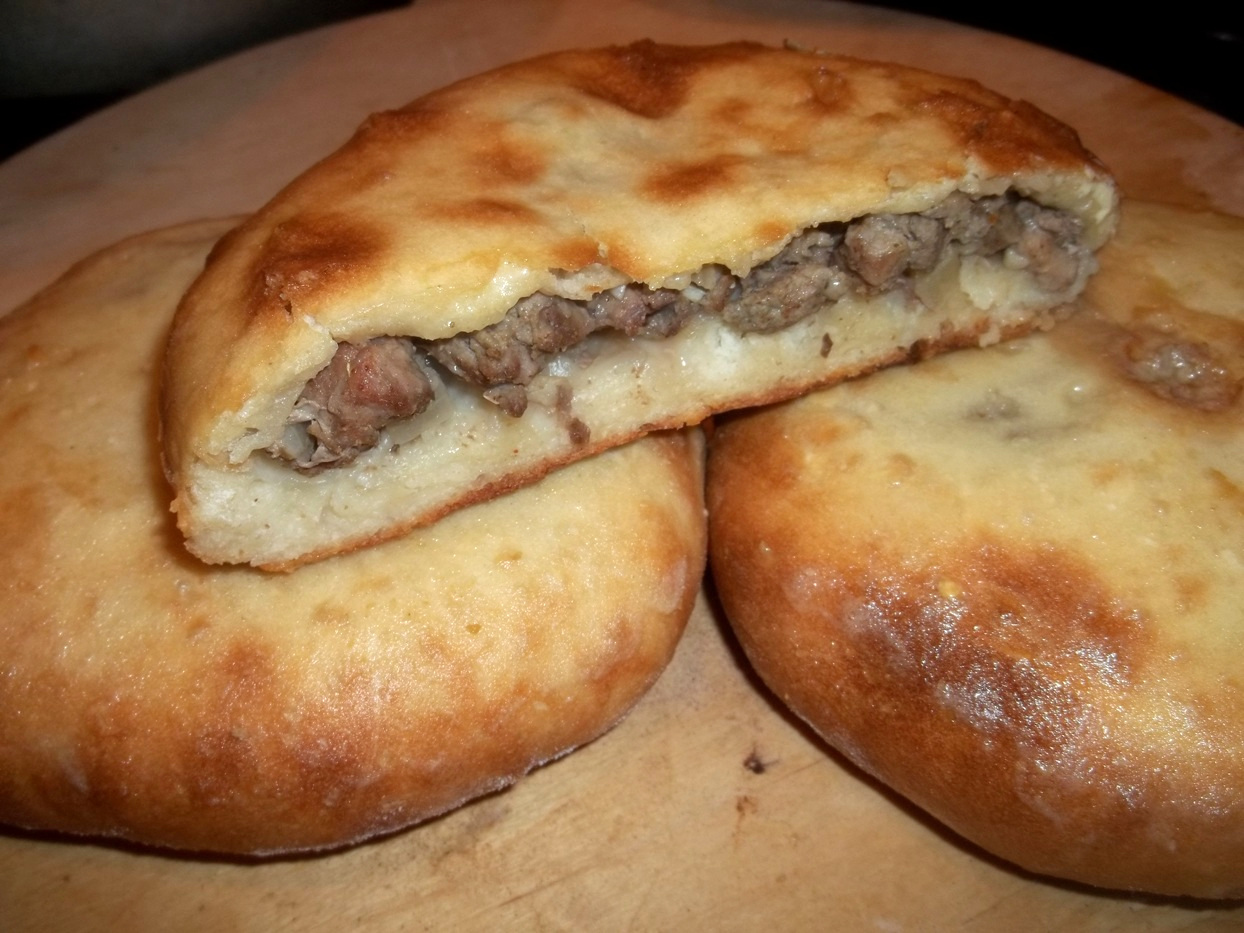
Kubdari

## Desery
- Czurczchela (gruz. ჩურჩხელა) – nawleczone na nitkę orzechy laskowe zatopione w cieście, które powstaje z gęstego soku z winogron[1].
- Gozynaki (gruz. გოზინაყი) – słodkie danie z prażonych orzechów włoskich, cukru i miodu. Przygotowuje się je na Nowy Rok[33].

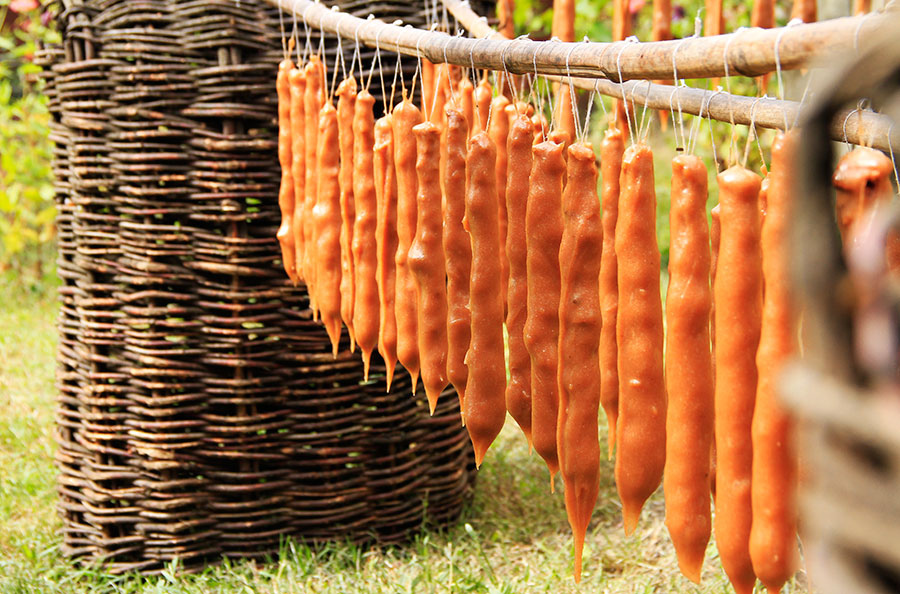
Czurczchele
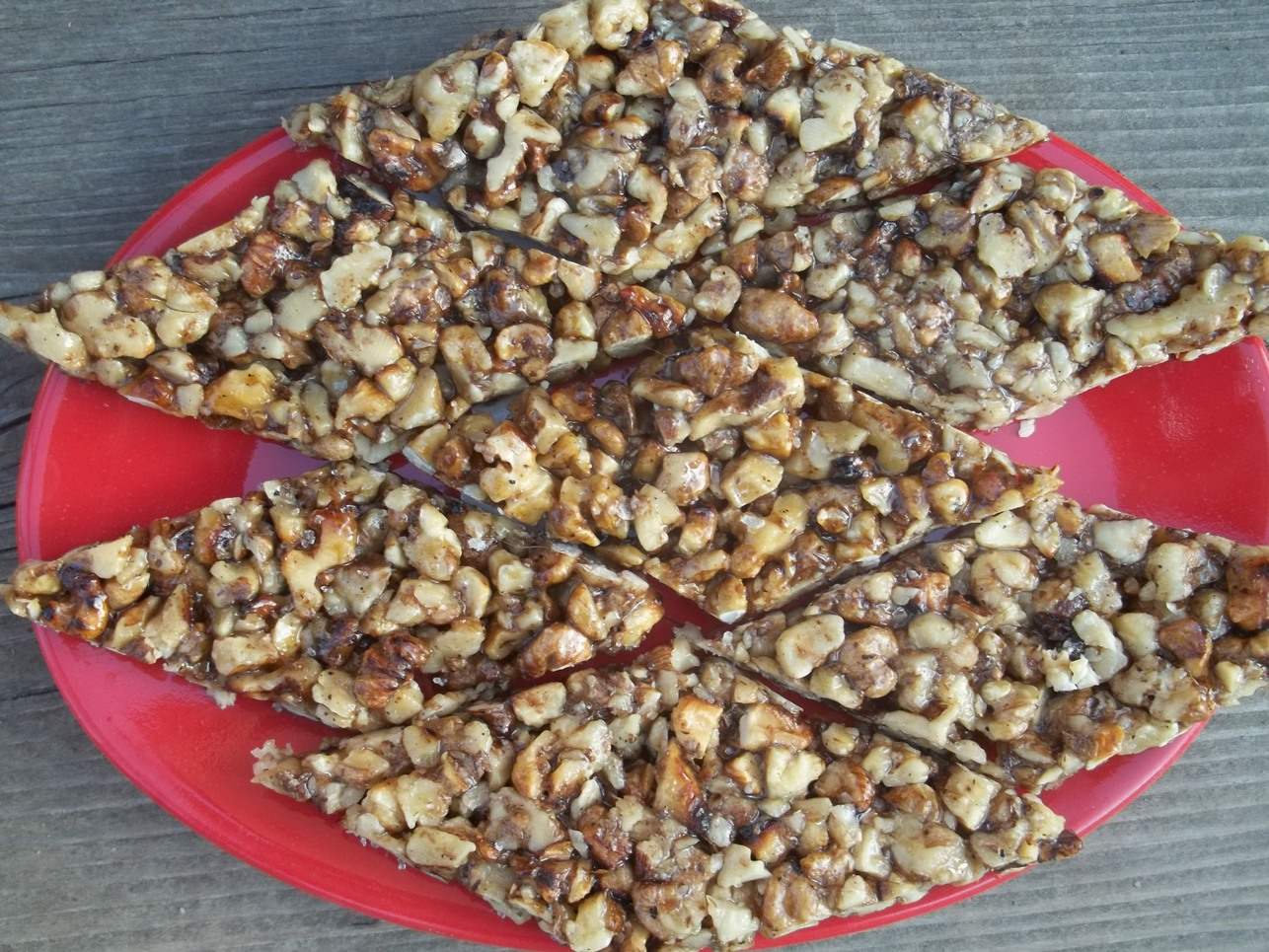
Gozinaki